# Burg Naumburg (Gladenbach)
Die Burg Naumburg, auch Nuwenburg oder Neuberg genannt, ist eine kleine abgegangene Höhenburg, angelegt vermutlich nur als Wallburg, auf einem 356,8 m ü. NHN hohen Bergkegel, dem Lammerich, über der Salzböde südwestlich der Stadt Gladenbach im Landkreis Marburg-Biedenkopf in Hessen.

## Lage
Die Reste der ovalen Nord-Süd ausgerichteten Burganlage liegen auf dem Lammerich (Flurname) als Teil des Gladenbacher Berglandes.

## Geschichte
Die Nauwe Borg wurde um 1249 nach der Zerstörung der gegenüberliegenden Burg Blankenstein von der Landgräfin Sophie von Hessen erbaut. Von der Burg sind noch Wälle und Gräben zu sehen.
Sie wird als hessische Gegenburg zur erzbischöflich-mainzischen Talburg, der Wasser-Burg Offenhausen im Salzbödetal bei Lohra, angesehen, da vom Standort der Burg Blankenstein aus eine Überwachung des Salzbödetales nicht möglich war. Anfang des 16. Jahrhunderts wurde sie letztmals erwähnt. Die Burg soll auch in der Dernbacher Fehde bei der Absicherung der hessischen Besitzungen gegen Nassau eine große Rolle gespielt haben. Nach 1350 hat wohl die Burg Neu-Dernbach weiter westlich die Rolle als Grenzfeste übernommen.

## Beschreibung

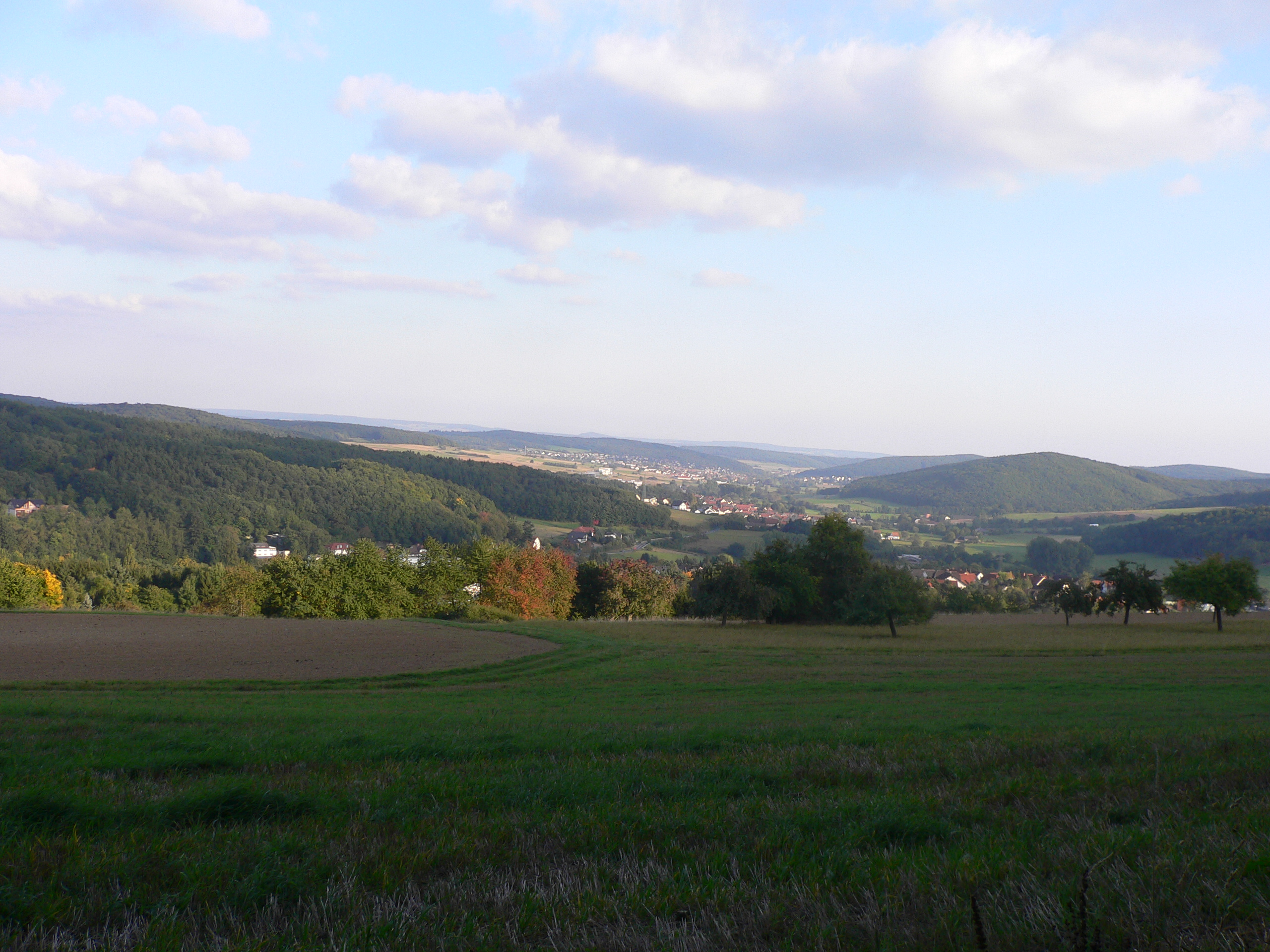
Blick vom Lammerich (Lage der Naumburg) über Gladenbach, Mornshausen, Lohra, Damm ins untere Salzbödetal

Die ovale Burganlage hat einen größten Durchmesser von etwa 50 Metern in Nord-Süd-Richtung und knapp 25 Metern in Ost-West-Richtung. Der Burggraben mit Resten eines äußeren Wallsystems ist noch fast vollständig erhalten. Zum Schutz wird Innen noch eine Mauer angenommen. Südlich wird der Zugang zur Anlage vermutet, noch heute durch eine Aufschüttung im Graben sichtbar. Nach Wolfgang Becker, einem aus dem Salzbödetal stammenden Geschichtsforscher, der die Burganlage untersuchte, befand sich im südlichen Teil der Palas, selbst noch einmal mit einem heute nur noch flachem Wall geschützt, während etwa zehn auf zehn Meter große Fundamentreste im nördlichen Teil der Anlage einem Bergfried zugeordnet werden.